# Alberto Moravia
Alberto Moravia   (Roma, 28 de novembre de 1907 - Roma, 26 de setembre de 1990) va ser un novel·lista i periodista italià. Les seves novel·les exploraven qüestions de la sexualitat moderna, l'alienació social i l'existencialisme. Moravia és més conegut per la seva primera novel·la Gli indifferenti (El temps de la indiferència 1929) i per la novel·la antifeixista Il Conformista (1947), la base de la pel·lícula El conformista (1970) dirigida per Bernardo Bertolucci. Altres novel·les seves adaptades per al cinema són Agostino, filmada amb el mateix títol per Mauro Bolognini el 1962; Il disprezzo, filmat per Jean-Luc Godard com a Le Mépris (1963); La noia, filmada amb aquest títol per Damiano Damiani el 1963 i estrenada als EUA com a The Empty Canvas el 1964 i La ciociara, filmada per Vittorio De Sica com La camperola (1960). L'Ennui (1998) de Cédric Kahn és una altra versió de La noia.
Moràvia va comentar una vegada que els fets més importants de la seva vida havien estat la seva malaltia, una infecció tuberculosa dels ossos que el va confinar a un llit durant cinc anys i el feixisme, perquè tots dos el van fer patir i fer coses que d'altra manera no hauria fet. "És allò que estem obligats a fer el que forma el nostre caràcter, no allò que fem per voluntat pròpia". Moràvia era ateu. La seva escriptura estava marcada pel seu estil factual, fred i precís, que sovint representava el malestar de la burgesia. Tenia les seves arrels en la tradició de la narrativa del segle xix, recolzada per una alta consciència social i cultural. Moravia creia que els escriptors, si volien representar la realitat, "assumeixen una posició moral, una actitud política, social i filosòfica clarament concebuda" però també que, en definitiva, "Un escriptor sobreviu malgrat les seves creences". Entre 1959 i 1962 Moravia va ser president del PEN Club Internacional, l'associació mundial d'escriptors.

## Biografia

### Primers anys
Alberto Pincherle (el pseudònim "Moravia" era un cognom vinculat a la família) va néixer a Via Sgambati a Roma, Itàlia, en el si d'una família acomodada de classe mitjana. El seu pare jueu venecià, Carlo, era arquitecte i pintor. La seva mare anconita catòlica, Teresa Iginia de Marsanich, era d'origen dàlmata. La seva família va tenir girs interessants i va desenvolupar un caràcter cultural i polític complex. Els germans Carlo i Nello Rosselli, fundadors del moviment de resistència antifeixista Giustizia e Libertà, assassinats a França per ordre de Benito Mussolini el 1937, eren cosins paterns i el seu oncle matern, Augusto De Marsanich, era subsecretari de la Nacional Feixista. Gabinet del partit.

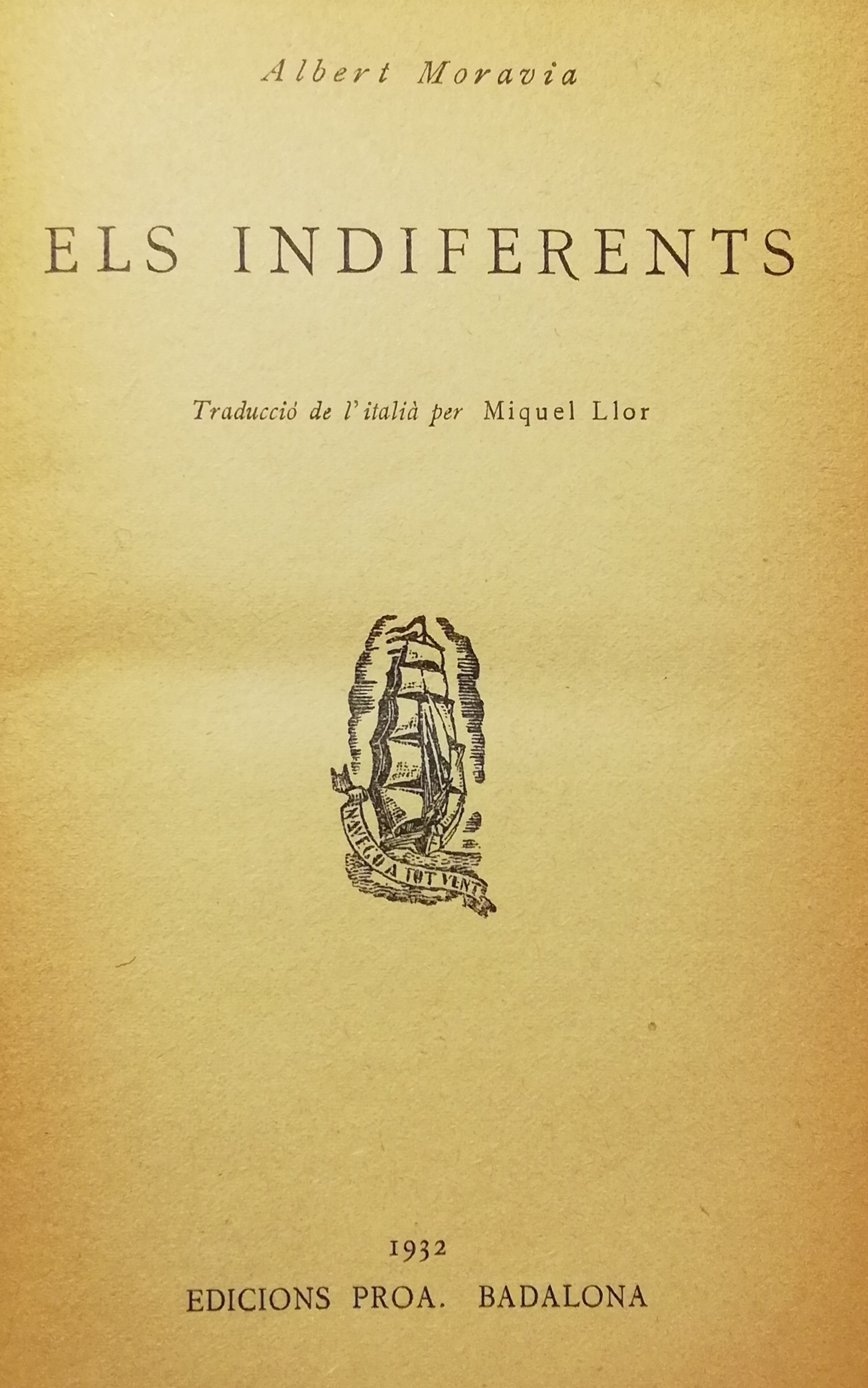
Gli indifferenti (Els indiferents) d'Alberto Moravia, traduïda al català i publicada a Badalona l'any 1932 dins la col·lecció A Tot Vent

Moravia no va acabar l'escolaritat convencional perquè, als nou anys, va contreure una tuberculosi de l'os, que el va confinar al llit durant cinc anys. Va passar tres anys a casa i dos en un sanatori prop de Cortina d'Ampezzo, al nord-est d'Itàlia. Moravia era un nen intel·ligent, i es va dedicar a llegir llibres i alguns dels seus autors preferits van ser Giosuè Carducci, Giovanni Boccaccio, Fiódor Dostoievski, James Joyce, Ludovico Ariosto, Carlo Goldoni, William Shakespeare, Molière, Nikolai Gogol i Stéphane Mallarmé. Va aprendre francès i alemany i va escriure poemes en francès i italià.
El 1925, a l'edat de 18 anys, va abandonar el sanatori i es va traslladar a Bressanone. Durant els tres anys següents, en part a Bressanone i en part a Roma, va començar a escriure la seva primera novel·la, Gli indifferenti, publicada el 1929. La novel·la és una anàlisi realista de la decadència moral d'una mare de classe mitjana i dos dels seus fills. El 1927, Moravia va conèixer Corrado Alvaro i Massimo Bontempelli i va començar la seva carrera com a periodista amb la revista 900. La revista va publicar els seus primers contes, com Cortigiana stanca (1927), Delitto al circolo del tennis (1928), Il ladro curioso i Apparizione (ambdues 1929).

### Gli indifferentii l'ostracisme feixista

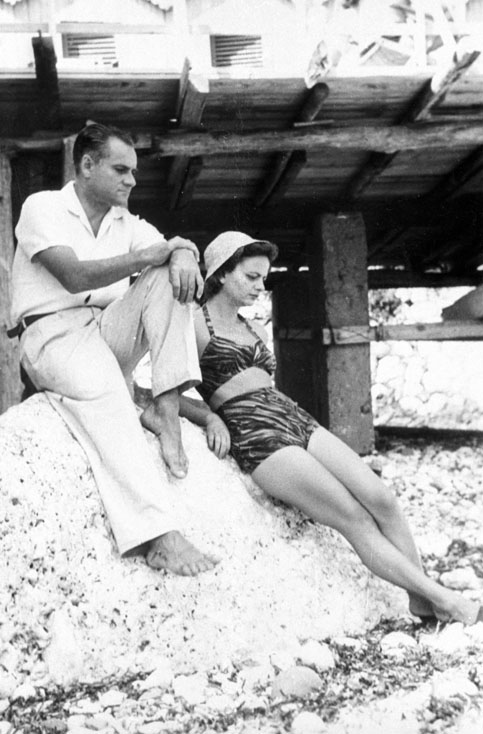
Moravia i Elsa Morante, Capri, 1940

Gli indifferenti va ser publicada pel seu compte, amb un cost de 5.000 lires italianes. Els crítics literaris van descriure la novel·la com un exemple notable de la ficció narrativa italiana contemporània. L'any següent, Moràvia va començar a col·laborar amb el diari La Stampa, llavors editat per l'autor Curzio Malaparte. El 1933, juntament amb Mario Pannunzio, va fundar les revistes de crítica literària Caratteri i Oggi i va començar a escriure al diari Gazzetta del Popolo. Els anys que van portar a la Segona Guerra Mundial van ser difícils per a Moràvia com a autor; el règim feixista va prohibir les crítiques de Le ambizioni sbagliate (1935), es va apoderar de la seva novel·la La mascherata (1941) i va prohibir Agostino (1941). El 1935 va viatjar als Estats Units per donar un cicle de conferències sobre literatura italiana. L'imbroglio va ser publicat per Bompiani el 1937. Per evitar la censura feixista, Moràvia va escriure principalment en els estils surrealista i al·legòric; entre les obres hi ha Il sogno del pigro (El somni del mandrós). La presa feixista de la segona edició de La mascherata l'any 1941, el va obligar a escriure amb pseudònim. Aquest mateix any es va casar amb la novel·lista Elsa Morante, a qui havia conegut el 1936. Vivien a Capri, on va escriure Agostino. Després de l'armistici del 8 de setembre de 1943, Moravia i Morante es van refugiar a Fondi, a la frontera de la província de Frosinone, regió a la qual el feixisme havia imposat arbitràriament el nom de "ciociaria"; l'experiència va inspirar La ciociara (1957).

### Retorn a Roma i popularitat nacional
El maig de 1944, després de l'alliberament de Roma, va tornar Alberto Moravia. Va començar a col·laborar amb Corrado Alvaro, escrivint per a diaris importants com Il Mondo i Il Corriere della Sera, aquest darrer va publicar el seu escrit fins a la seva mort. Després de la guerra, la seva popularitat va augmentar constantment, amb obres com La Romana (1947), La Disubbidienza (1948), L'Amore Coniugale e altri racconti (1949) i Il Conformista (1951). L'any 1952 va guanyar el Premi Strega per I Racconti i les seves novel·les van començar a ser traduïdes a l'estranger i La Provinciale va ser adaptada al cinema per Mario Soldati; el 1954 Luigi Zampa va dirigir La Romana i el 1955 Gianni Franciolini va dirigir I Racconti Romani (1954) una col·lecció de curts que va guanyar el premi Marzotto. El 1953, Moravia va fundar la revista literària Nuovi Argomenti (Nous arguments), que comptava amb Pier Paolo Pasolini entre els seus editors. A la dècada de 1950, va escriure prefacis a obres com Els 100 sonets de Belli, Paolo il Caldo de Brancati i Roman Walks de Stendhal. A partir de 1957, també va fer ressenyes i crítiques de cinema als setmanaris L'Europeo i L'Espresso. La seva crítica està recollida en el volum Al Cinema (1975).

### La noiai la vida posterior
El 1960, Moravia va publicar La noia, la història de la problemàtica relació sexual entre un pintor jove i ric que s'esforça per trobar sentit a la seva vida i una noia tranquil·la a Roma. Coneguda com una de les seves novel·les més famoses, va guanyar el Premi Viareggio. Una adaptació va ser filmada per Damiano Damiani el 1962. Una altra adaptació del llibre és la base de la pel·lícula de Cédric Kahn L'ennui (1998). Diverses pel·lícules es van basar en altres novel·les seves: el 1960, Vittorio De Sica va adaptar La Ciociara, protagonitzada per Sophia Loren; el 1963 Jean-Luc Godard va filmar Il Disprezzo i el 1964, Francesco Maselli va filmar Gli Indifferenti (1964). El 1962, Moravia i Elsa Morante es van separar, però maig es van divorciar. Va anar a viure amb la jove escriptora Dacia Maraini i es va dedicar al teatre. El 1966, ell, Maraini i Enzo Siciliano van fundar Il Porcospino, que va posar en escena obres de Moravia, Maraini, Carlo Emilio Gadda i altres.
El 1967 Moràvia va visitar Xina, Japó i Corea. L'any 1971 va publicar la novel·la Io e lui sobre un guionista, el seu penis independent i les situacions a les quals l'empeny i l'assaig Poesia e romanzo. L'any 1972 va anar a l'Àfrica, la qual cosa va inspirar la seva obra A quale tribù appartieni?, publicat el mateix any. El seu viatge de 1982 al Japó, inclosa una visita a Hiroshima, va inspirar una sèrie d'articles per a la revista L'Espresso sobre la bomba atòmica. El mateix tema es troba a la novel·la L'Uomo che Guarda (1985) i a l'assaig L'Inverno Nucleare, que inclou entrevistes a alguns dels principals científics i polítics contemporanis.
El recull de contes, La Cosa e altri racconti, estava dedicat a Carmen Llera, la seva nova companya (quaranta-cinc anys més jove que ella), amb qui es va casar el 1986, després de la mort de Morante el novembre de 1985. El 1984, Moràvia va ser escollit al Parlament Europeu com a membre del Partit Comunista Italià. Les seves experiències a Estrasburg, que van acabar l'any 1988, es relaten a Il Diario Europeo. El 1985 va guanyar el títol de Personalitat Europea. Moràvia va ser un aspirant perenne al Premi Nobel de Literatura, havent estat nominat 13 vegades entre 1949 i 1965. El setembre de 1990, Alberto Moravia va ser trobat mort al bany del seu apartament de Lungotevere, a Roma. En aquell any, Bompiani va publicar la seva autobiografia, Vita di Moravia.

## Temes i estil literari
L'aridesa moral, la hipocresia de la vida contemporània i la incapacitat de la gent per trobar la felicitat de les maneres tradicionals com l'amor i el matrimoni són els temes regnants de les obres d'Alberto Moravia. Normalment, aquestes condicions són patològicament típiques de la vida de classe mitjana; el matrimoni és l'objectiu d'obres com Desobediència i L'amore coniugale (1947). L'alienació és el tema d'obres com Il disprezzo (1954) i La noia dels anys cinquanta, malgrat l'observació des d'una perspectiva racional-realista. Sovint hi són presents els temes polítics; un exemple és La Romana (1947), la història d'una prostituta enredada amb el règim feixista i amb una xarxa de conspiradors. L'extrem realisme sexual de La noia (1960) va introduir les obres psicològicament experimentals dels anys setanta.
L'estil d'escriptura de Moràvia era considerat com extremadament cru i sense adorns, caracteritzat per paraules elementals i comunes en una sintaxi elaborada. Un estat d'ànim complex s'estableix barrejant una proposició que constitueix la descripció d'una única observació psicològica barrejada amb una altra proposició d'aquest tipus. A les novel·les posteriors destaca el monòleg interior.

## Obres
- La cortigiana stanca (1927) (1954)
- Gli indifferenti (1929)
- Inverno di malato (1930)
- Le ambizioni sbagliate (1935)
- La bella vita (1935)
- L'imbroglio (1937)
- I sogni del pigro (1940)
- La caduta (1940)
- La mascherata (1941)
- La cetonia (1943)
- L'amante infelice (1943)
- Agostino (1945)
- L'epidemia (1944), contes
- Ritorno al mare (1945)
- L'ufficiale inglese (1946)
- La romana (1947)
- L'amore coniugale (1947)
- Il conformista (1947)
- La disubbidienza (1950)
- Luna di miele, sole di fiele (1952)
- Racconti romani (1954)
- Il disprezzo (1954)
- La ciociara (1957)
- Beatrice Cenci (1958) (
- Nuovi racconti romani (1959)
- La noia (1960)
- L'automa (1962)
- L'uomo come fine e altri saggi (1964)
- L'attenzione (1965)
- Una cosa è una cosa (1967)
- La rivoluzione culturale a Cina. Ovvero il Convitato di pietra (1967)
- Il dio Kurt (1969), drama
- La vita è gioco (1969)
- El paradís (1970)
- Io e lui (1971)
- A quale tribù appartieni (1972)[4]
- Un'altra vita (1973)
- Al cinema (1975), assaigs
- Boh 1976
- La vita interiore (1978)
- Impegno controvoglia (1980)
- 1934 (1982),
- La cosa e altri racconti (1983)
- L'uomo che guarda (1985)
- L'inverno nucleare (1986), assaigs i entrevistes
- Il viaggio a Roma (1988)
- La villa del venerdì e altri racconti (1990)